# Velké Žernoseky
Velké Žernoseky är en ort i Tjeckien.   Den ligger i regionen Ústí nad Labem, i den nordvästra delen av landet, 60 km nordväst om huvudstaden Prag. Velké Žernoseky ligger 151 meter över havet och antalet invånare är 480.
Terrängen runt Velké Žernoseky är kuperad åt nordväst, men åt sydost är den platt. Velké Žernoseky ligger nere i en dal.Runt Velké Žernoseky är det ganska tätbefolkat, med 67 invånare per kvadratkilometer. Närmaste större samhälle är Ústí nad Labem, 13,6 km norr om Velké Žernoseky. Trakten runt Velké Žernoseky består till största delen av jordbruksmark.